# Вішварупа

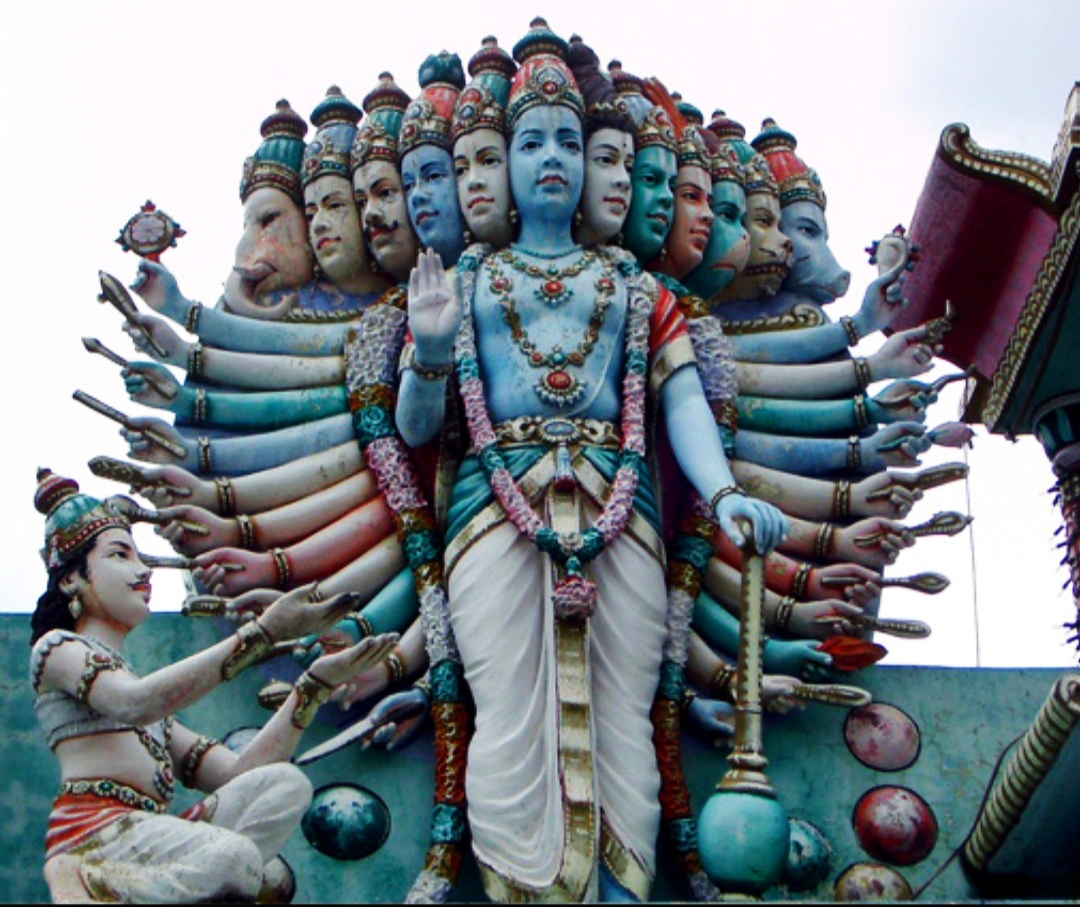
Крішна показує Вішварупу (Всесвітня Форма) Арджуні на полі битви Курукшетра.

Вішварупа ("універсальна форма", "Омні-форма"), виходячи з санскритського слова Вішва, також відомий як Вішварупа Даршан, Вішварупа і "Вірата рупа, є іконоґрафічна форма і Богоявлення Вішну або Крішни. Пряме об'явлення Єдиного без Другого, Пана-Хазяїна Всесвіту. Хоча є кілька богоявлень Вішварупи, найвідоміша є у Бгаґавад-Ґіті, "Пісні Бога", дане Крішною в епосі Махабгарата, яку розказано царевичу Пандавів Арджуні на полі бою Курукшетра під час війни в Махабхараті між Пандавами і Кауравами. Вішварупа вважається вищою формою Вішну, де весь Всесвіт описаний як такий, що міститься у Ньому, і походять від Нього, всі форми життя і чотири варни з людей, які він створив для добробуту людства: браміни народжуються з голови Вірати Рупи, а кшатрії від грудей, ваішйі зі стегон і шудри народжуються зі стіп Вірати Рупи.